# Technicolor Group
Technicolor Group, anciennement Technicolor Creative Studios SA, est une société française spécialisée dans les effets visuels et l'animation graphique pour l'industrie du divertissement, des médias et de la publicité. Basée à Paris, elle est issue d'une scission de sa maison-mère Technicolor SA, désormais renommée Vantiva.
La société exploite plusieurs filiales dédiées aux effets visuels et à l'animation graphique, pour les films, les séries et les jeux vidéo : Moving Picture Company (MPC), The Mill, Mikros Animation, Technicolor Animation Productions et Technicolor Games.

## Histoire

### Technicolor Motion Picture Corporation (1916-2001)
La création de Technicolor remonte à 1916, alors que le brevet pour la première version de ladite technologie de traitement d'image est déposé aux États-Unis. La société d'origine qui possédait la technologie, Technicolor Motion Picture Corporation, est cofondée par les diplômés du Massachusetts Institute of Technology (MIT) Herbert Kalmus et Daniel Frost Comstock en 1915. Le premier film commercial qui utilise Technicolor est The Gulf Between, sorti le 13 septembre 1917 et perdu dans un incendie le 25 mars 1961.
Technicolor change plusieurs fois de propriétaire au fil des années. En 1982, MacAndrews Forbes rachète Technicolor pour 100 millions de dollars, puis le revend en 1988 à la société britannique Carlton Communications pour 780 millions de dollars.

### Technicolor au sein de Thomson Multimedia
En 2001, la société française de technologies Thomson Multimedia acquiert Technicolor auprès de Carlton pour 2,1 milliards de dollars. Le 1er février 2010, Thomson Multimedia change son nom en Technicolor SA, reprenant le nom de la technologie de traitement d'image largement connue depuis plus de 95 ans.
Le 4 mai 2021, Technicolor vend son unité de post-production à Streamland Media avant de transformer la division Services de production en Creative Studios. Le 19 mai 2021, la division de Services de Production de Technicolor SA est transformée en Technicolor Creative Studios afin de se « concentrer sur l'avenir du cinéma, des séries à épisodes, des jeux vidéo, des expériences de marque et de la publicité ». La division est dirigée par Christian Roberton en tant que PDG, sous la responsabilité de Richard Moat, alors PDG de Technicolor SA. La création de Technicolor Creative Studios réunit ainsi les studios The Mill, MPC, Mikros Animation et Mr. X. En janvier 2022, Technicolor Creative Studios annonce l'intégration de MPC Advertising sous le label The Mill ainsi que l'intégration de MPC Film, MPC Episodic et Mr. X sous la marque MPC.
Le 24 février 2022, Technicolor SA annonce les résultats de fin d'année 2021 et son intention de coter en bourse et de céder 65 % de Technicolor Creative Studios par le biais d'une distribution en nature aux actionnaires de Technicolor. L'entreprise restera cotée sur Euronext Paris et à la suite de la scission conservera jusqu'à 35 % de la propriété de Technicolor Creative Studios. Les activités commerciales de Technicolor seront séparées entre Technicolor Creative Studios et les services Connected Home et DVD de Technicolor, plus tard connus sous le nom de Vantiva.

### Technicolor Creative Studios, puis Technicolor Group
Le 27 septembre 2022, Technicolor Creative Studios devient une société indépendante cotée en bourse, tandis que Technicolor SA, finalement rebaptisée Vantiva, achève le processus de scission,.

Le 26 mai 2024, Technicolor Creative Studios devient Technicolor Group.

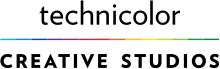
Logo de Technicolor Creative Studios de 2021 à 2024.
Logo de Technicolor Group depuis 2024.

## Opérations
Technicolor Creative Studios dispose de quatre divisions opérationnelles :
- Moving Picture Company (MPC), leader mondial des effets spéciaux, de l'animation et de la visualisation depuis plus de 45 ans. MPC a participé à plusieurs projets, tels que la série documentaire Apple TV+ Prehistoric Planet et le remake 2019 de Disney Le Roi Lion ;
- The Mill, réseau mondial d'artistes d'effets visuels primés dans la publicité et l'image de marque. The Mill participe à plusieurs projets, comme les affiches du film Nope de Jordan Peele ;
- Mikros Animation, fournissant des services créatifs pour les longs et courts métrages animés. Mikros a participé à plusieurs projets tels que le long métrage Paramount Animation Bob l'éponge, le film : Éponge en eaux troubles et la série animée Nickelodeon Star Trek: Prodigy ;
- Technicolor Games, la division dédiée à l'application des effets visuels et de l'animation aux jeux vidéo, en collaboration avec les développeurs de jeux. Parmi les projets sur lesquels Technicolor Games est impliqué, on compte notamment WWE 2K22 et Tom Clancy's Rainbow Six Extraction.